# J-Zone
J-Zone (født 26. februar 1976) er en amerikansk musikproducer, dj, journalist og tidligere rapper. Han blev født og voksede op i Queens, New York. Oprindeligt drømte han om at spille bas i et funk-band, men fandt hurtig ud af, at det var hiphoppen, der trak stærkest.
Inspireret af navne som Pete Rock, Large Professor, The Bomb Squad og DJ Premier gik han derfor i gang med at producere. Han lavede en række demobånd, og en af disse demoer endte i hænderne på Slick Rick-dj'en Vance Wright, der skaffede den da 17-årige J-Zone et job som lydtekniker.
Senere startede han på musikuniversitet SUNY Purchase. Hans afskedsprojekt var den lange EP Music for Tu Madre, der udkom i 1999 og vakte en del opmærksomhed i undergrunden.
Året efter fulgte endnu en EP, før debutalbummet 'Pimps Don't Pay Taxes' udkom i 2001. Albummet blev året efter genudsendt på Fat Beats Records, der også lagde navn til karrierens foreløbig største øjeblik Sick Of Being Rich, der udover at være mere en almindelig velproduceret bød på en perlerække af lune og ekstremt selvironiske drengerøvstekster, hvilket har fået nogle anmeldere til at udnævne albummet som det sjoveste hiphopalbum nogensinde.
At J-Zone er en sjov og tankevækkende fætter kunne høres alene på titlen på efterfølgeren A Job Ain't Nuthin' But Work fra 2004, der også blev mødt med åbne arme af anmelderne. Og ude i hiphopverdenen var J-Zone på trods -eller netop på grund – af sin kompromisløse undergrunds-facon på dette tidspunkt blevet et etableret navn. Rapperne ville have hans produktioner, og J-Zone har bl.a. produceret for Biz Markie, Sadat X, Prince Po, Ra the Rugged Man og Del Tha Funkee Homosapien.
I 2006 har J-Zone udgivet et album under navnet Bo$$ Hog Barbarians (sammen med Celph Titled) og instrumentalalbummet 'To Love A Hooker', der var et soundtrack til en ikke eksisterende film.

## Diskografi

### Albums
- Music for Tu Madre (1998)
- Pimps Don't Pay Taxes (2001)
- $ick of Bein' Rich (2003)
- A Job Ain't Nuthin but Work (2004)
- Gimme Dat Beat Fool: The J-Zone Remix Project (2005)
- Every Hog Has Its Day (2006) (med Celph Titled, som The Boss Hog Barbarians)
- Experienced! (2006)
- To Love a Hooker: The Motion Picture Soundtrack (2007)
- The Analog Catalog: 2001-2007 (2007)
- Live at the Liqua Sto (2008)
- Peter Pan Syndrome (2013)
- Lunch Breaks (2014)
- Backyard Breaks (2015)
- Fish N' Grits (2016)
- J-Zone and Pablo Martin Are The Du-Rites (2016) (med Pablo Martin, som The Du-Rites)
- Greasy Listening (2017) (med Pablo Martin, som The Du-Rites)
- Guerrilla Drums (2018)
- Gamma Ray Jones (2018) (med Pablo Martin, som The Du-Rites)